# 5029 Ireland
5029 Ireland este un asteroid din centura principală de asteroizi.

## Descriere
5029 Ireland este un asteroid din centura principală de asteroizi. A fost descoperit pe 24 ianuarie 1988 la Observatorul Palomar de Carolyn S. Shoemaker și Eugene M. Shoemaker. Asteroidul prezintă o orbită caracterizată de o semiaxă mare de 2,93 ua, o excentricitate de 0,09 și o înclinație de 19,4° în raport cu ecliptica.